# Ercheia pulchrivena
Ercheia pulchrivena är en fjärilsart som beskrevs av Walker 1864. Ercheia pulchrivena ingår i släktet Ercheia och familjen nattflyn. Inga underarter finns listade i Catalogue of Life.